# Uwe Schneider (Fußballspieler, 1971)
Uwe Schneider (* 28. August 1971) ist ein ehemaliger deutscher Fußballspieler.
Mit dem VfB Stuttgart wurde Schneider Deutsche A-Juniorenmeister 1988/89. Er absolvierte 99 Bundesligaspiele für den VfB (1991–1994), den VfL Bochum (1994/95) und Eintracht Frankfurt (1998–2000). Seine erfolgreichste Zeit erlebte er beim VfB Stuttgart, mit dem er in der Saison 1991/92 unter Trainer Christoph Daum Deutscher Meister wurde. Dies war gleichzeitig auch seine einzige Saison, in der er mehr als die Hälfte aller Erstligaspiele bestritt.
Er absolvierte 32 Spiele in der 2. Bundesliga, jeweils eine Saison bei Hannover 96 und dem 1. FC Nürnberg.
Anschließend war Schneider drei Jahre lang in der Regionalliga Süd beim VfR Aalen aktiv, für den er in 42 Spielen zwei Tore erzielte.

## Nach der aktiven Laufbahn
Seit 2008 ist er Sportdirektor beim Oberligisten FC 08 Villingen.
Am 9. Mai 2008 trat Trainer Kristijan Đorđević erst zum Saisonende, am 10. Mai 2008 dann mit sofortiger Wirkung von seinem bis 2011 laufenden Vertrag als Trainer des FC 08 Villingen zurück. Daraufhin übernahm Schneider bis Saisonende, in Zusammenarbeit mit Co-Trainer Peter Grütering, das Training.